# Luna negra (1986)
Black Moon Rising (en español Luna negra) es una película realizada en 1986 dirigida por Harley Cokeliss, escrita por John Carpenter y protagonizada por Tommy Lee Jones, Linda Hamilton y Robert Vaughn. El argumento de la película se centra en un vehículo prototipo llamado "Black Moon" (Luna Negra).

## Argumento
El gobierno de los Estados Unidos no consigue progresar en su investigación criminal contra una empresa. Por ello contratan a un experto ladrón profesional llamado Quint para que robe documentos de la empresa que pueden ayudarles en su investigación y que no pueden conseguir legalmente. Este consigue robarlos, pero es descubierto y le persiguen por ello para recuperarlos. Por ello él se ve obligado a esconder esos documentos en un coche experimental llamado Luna Negra, que casualmente descubrió cuando experimentaban con ella, para poder actuar contra ellos.
Cuando consigue distraerlos él quiere luego recuperar esas pruebas, pero una gran organización criminal especializada en coches robados dirigida por Ryland ha robado mientras tanto el coche a través de su mejor ladrón, Nina. Pudo ser testigo de lo ocurrido en el último momento, perseguirlos y darse cuenta de cómo lo tienen ahora guardado en un rascacielos muy bien vigilado y controlado por Ryland, donde también tienen otros coches robados, los cuales luego ellos venden a otros. Por ello el gobierno, cuando se entera de la situación, le pone un ultimátum y un límite de tiempo para que recupere los documentos que necesitan si no quiere tener problemas con él. 
Motivado por estas circunstancias, Quint se ve obligado a juntarse con los constructores del automóvil con el propósito de allanar el edificio para recuperar así el coche y salir del rascacielos antes de que expire ese ultimátum, ya que es la única manera de recuperarlo. Además continúa siendo perseguido por los lacayos de la empresa, por lo que tiene que prepararse también contra ellos.
Los constructores son reacios a ayudarle, pero cuando se dan cuenta de que es la única manera de conseguir otra vez su coche, ellos acceden. También recibe la ayuda de Nina, que está siendo maltratada por Ryland. De esa manera Quint consigue los recursos necesarios para entrar en el rascacielos con su ayuda y sacar el coche con éxito. Ryland muere durante el acontecimiento y los lacayos de la empresa son luego neutralizados por Quint, cuya presencia en el lugar había podido prever.
Después de ello él coge los documentos del coche y los entrega al gobierno a cambio de una gran suma de dinero. También entrega el coche a los constructores y luego se va con el beneplácito del gobierno con Nina, de la que se enamoró mientras tanto, mientras que la policía, con el coche como prueba, puede entrar luego en el rascacielos y arrestar a todos allí por sus actividades criminales.

## Reparto
| Actor           | Personaje     |
| --------------- | ------------- |
| Tommy Lee Jones | Quint         |
| Linda Hamilton  | Nina          |
| Robert Vaughn   | Ryland        |
| Richard Jaeckel | Earl Windom   |
| Lee Ving        | Marvin Ringer |
| Bubba Smith     | Johnson       |
| Nick Cassavetes | Luis          |

## Producción
John Carpenter tardó 10 años para hacer el guion de esta película. También fue el primero que pudo vender. El papel principal se planeó originalmente para Charles Bronson. También Jeff Bridges, Don Johnson , Tom Berenger y Richard Dean Anderson fueron considerados para el papel principal de Quint.

## Automóvil
El Black Moon estaba basado en un Wingho Concordia II de 1980 diseñado por Bernard Beaujardins y Clyde Kwok, fabricado por Wingho Auto Classique en Montreal.

## Recepción
Tommy Lee Jones (No Country for Old Men) y Linda Hamilton (The Terminator) protagonizan este thriller, que mezcla ciencia ficción y secuencias cargadas de acción. No fue bien recibida en su momento y, a pesar de tener varias escenas entretenidas, el resultado no es del todo satisfactorio.

## Premios
- Premio Mystfest (1986): Una Nominación